# Rivula barbipennis
Rivula barbipennis là một loài bướm đêm trong họ Erebidae.